# Xonotlit
Xonotlit là một khoáng vật với công thức hóa học Ca6Si6O17(OH)2. Nó kết tinh trong hệ tinh thể đơn nghiêng - hệ tinh thể lăng trụ với dạng thường tinh thể hình kim. Nó có thể là không màu, xám, xám nhạt, trắng chanh hay hồng. Nó là trong suốt với ánh từ thủy tinh tới lụa. Nó để lại vết vạch trắng. Xonotlit có độ cứng Mohs là 6,5. Nó được Karl Friedrich August Rammelsberg mô tả lần đầu tiên năm 1866 và đặt tên theo địa danh nơi xuất hiện là Tetela de Xonotla, Puebla, Mexico. Nó xuất hiện như là các mạch quặng trong serpentinit và các vành biến chất tiếp xúc.

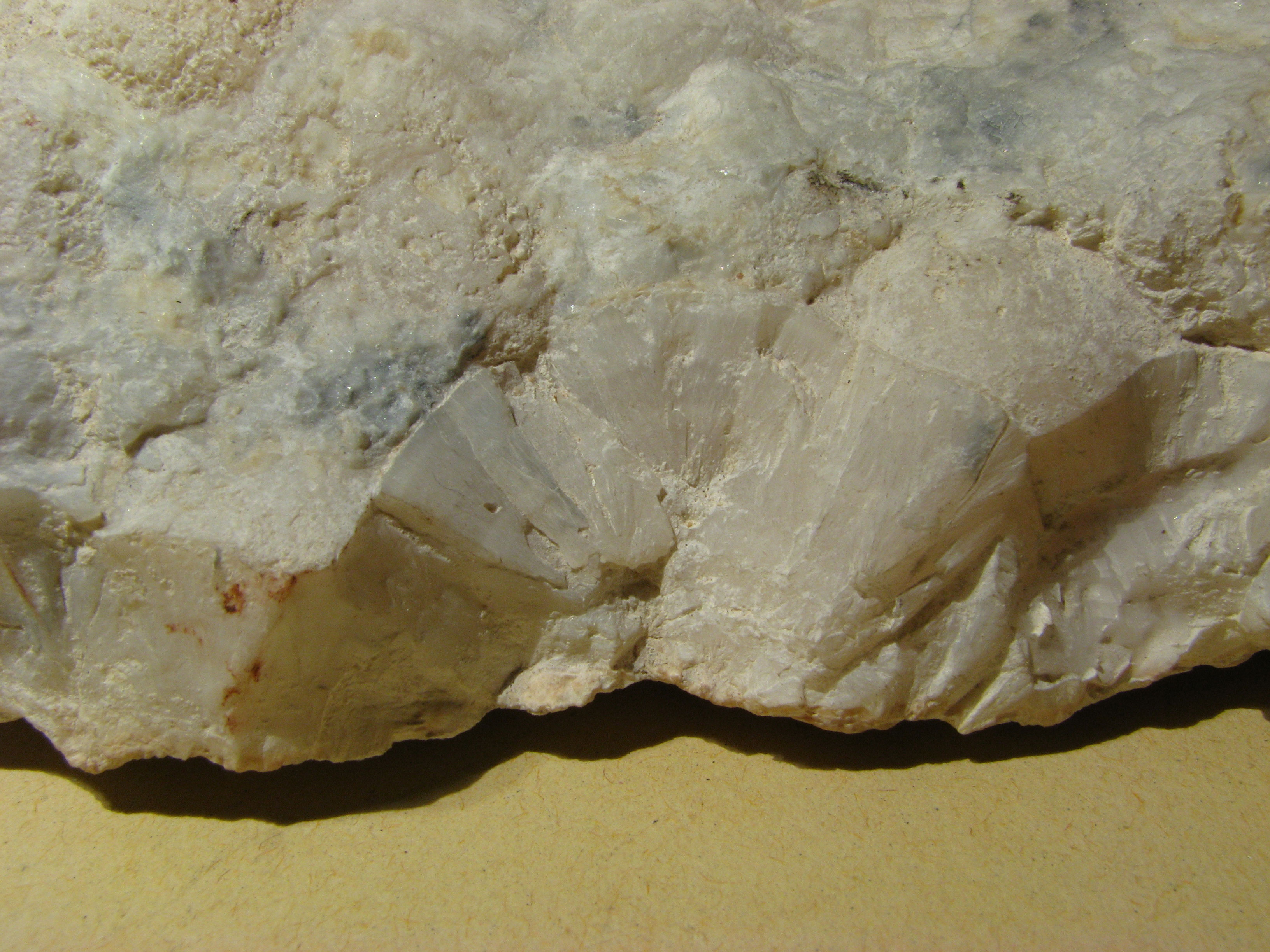
Xonotlit từ Italia.